# Francis William Kellogg
Francis William Kellogg, född 30 maj 1810 i Worthington i Massachusetts, död 13 januari 1879 i Alliance i Ohio, var en amerikansk politiker (republikan). Han var ledamot av USA:s representanthus 1859–1865 och 1868–1869. Den första ämbetsperioden hörde han till Michigans delegation i representanthuset och den andra Alabamas.
Kellogg är begravd på Fulton Street Cemetery i Grand Rapids i Michigan.